# Gesellschaft von 1789
Die Gesellschaft von 1789 (frz. club de 1789 oder aber auch Société patriotique de 1789) war ein politischer Klub in der Zeit der Französischen Revolution.
Gegründet wurde er vom moderaten Flügel der Jakobiner am 13. Mai 1790 während eines Banketts im Palais Royal.
Zu seinen Mitgliedern zählten Jean-Sylvain Bailly, Marie-Joseph Motier, Marquis de La Fayette, François Alexandre Frédéric, duc de La Rochefoucauld-Liancourt, Isaac René Guy Le Chapelier, Honoré Gabriel de Riqueti, comte de Mirabeau, Emmanuel Joseph Sieyès, Charles-Maurice de Talleyrand-Périgord und Marie Jean Antoine Nicolas Caritat, Marquis de Condorcet. Er ging später im Klub der Feuillants auf, der sich am 18. Juli 1791 gründete.
Für kurze Zeit gab es für die Gesellschaft vom 5. Juni bis zum 15. September 1790 eine eigene Zeitung, das Journal de la Société de 1789.